# Оксенгендлер, Гдаль Иосифович
Гдаль Иосифович Оксенгендлер (1929—1994, Санкт-Петербург) — советский и российский химик, медик, преподаватель, популяризатор науки.

## Биография
Родился в 1929 году. Кандидат медицинских наук, доцент. Преподаватель 1-го Ленинградского медицинского института им. академика И. П. Павлова.
Подполковник медицинской службы.
В последние годы работал районным токсикологом Выборгского района Санкт-Петербурга.

## Труды
Написал такие книги, как «Яды и противоядия» (1982), «Яды и организм» (1991), ряд научных статей в журналах «Химия и жизнь», «Природа», «Морской сборник» и других.

### Основные публикации
- Оксенгендлер Г. И., Фурсов Б. А. Противоядия при бытовых, производственных и лекарственных отравлениях / Г. И. Оксенгендлер, Б. А. Фурсов, кандидаты мед. наук; Общество «Знание» РСФСР, Ленинградская организация. — Л.: Знание, 1978. — 20 с. — (В помощь лектору).
- Оксенгендлер Г. И. Антидоты высокотоксичных веществ. — Л.: Изд-во 1-го ЛМИ им. И. П. Павлова, 1979. — 84 с.
- Оксенгендлер Г. И., Зайцев Г. И. Кислородное лечение и искусственное дыхание при отравлениях высокотоксичными веществами. — Л.: Изд-во 1-го ЛМИ им. И. П. Павлова, 1979.
- Оксенгендлер Г. И. Яды и противоядия / Отв. ред. Н. В. Саватеев; АН СССР. — Л.: Наука, Ленингр. отд-ние, 1982. — 192 с. — (Человек и окружающая среда). — 100 000 экз.
- Абрамова Ж. И., Оксенгендлер Г. И. Человек и противоокислительные вещества / Отв. ред. Н. В. Саватеев; АН СССР. — Л.: Наука, Ленингр. отд-ние, 1985. — 232 с. — (От молекулы до организма). — 26 500 экз.
- Оксенгендлер Г. И. Яды и организм: Проблемы химической опасности / Отв. ред. Н. В. Саватеев. — СПб.: Наука, 1991. — 320 с. — 4500 экз. — ISBN 5-02-025827-X.

### Избранные статьи
- Оксенгендлер Г. И. Антидоты и механизмы их действия в организме // Природа. 1973. № 4. С. 50-60.
- Назаров Г. Ф., Оксенгендлер Г. И., Лейкин Ю. И. К вопросу о противогипоксическом действии гепарина // Теоретическая иммунология — практическому здравоохранению: Тез. докл. IV науч. конф. по пробл. клин. иммунодиагностики / Редкол.: Н. Н. Клемпарская (отв. ред.) и др. — Таллин, 1978. — С. 274–275. — 504 с.
- Оксенгендлер Г. И. Биотрансформация чужеродных веществ // Природа. 1980. № 3. С. 13-24.
- Лейкин Ю. И., Оксенгендлер Г. И., Чхартишвили В. И. Ядовитые морские животные // Морской сборник. 1981. № 2. С. 68-72.
- Оксенгендлер Г. И. Биологическая роль и токсические свойства цианидов // Природа. 1983. № 12. С. 13-20.
- Оксенгендлер Г. И. А биомолекулы против! // Химия и жизнь. 1992. № 11. С. 42-47.  Архивная копия от 28 июля 2018 на Wayback Machine